# 월드 사커 위닝 일레븐 10
《월드 사커 위닝 일레븐 10》(일본/한국 출시명, World Soccer: Winning Eleven 10, World Soccer: Winning Eleven X), 프로 에볼루션 사커 6(Pro Evolution Soccer 6), 위닝 일레븐: 프로 에볼루션 사커 2007(미국 출시명, Winning Eleven: Pro Evolution Soccer 2007)은 코나미가 플레이스테이션 2용으로 개발, 배급한 비디오 게임이다.
플레이스테이션 2, 엑스박스 360, PC 플랫폼용으로 2006년에 출시되었으며 이어서 닌텐도 DS, 플레이스테이션 포터블용으로도 출시되었다. 플레이스테이션 2의 경우 위닝 일레븐 시리즈 중 6번째 에디션이며 플레이스테이션 포터블의 경우 2번째, PC용의 경우 4번째이다. 닌텐도 DS와 엑스박스 360에 데뷔한 첫 번째 게임이기도 하다. 엑스박스 360 버전은 개선된 그래픽을 갖추고 있지만 다른 게임 콘솔과 비슷한 게임플레이를 보유하고 있다. 편집 모드는 시간적 제한으로 인해 엑스박스 360 출시판에서는 삭제되어 있다. PC의 그래픽 엔진은 차세대 360 엔진을 이용하지 않지만 플레이스테이션 2 엔진을 직접 이용한다. 국내에서는 플레이스테이션 2 버전이 음성까지 한글화되었다

## 평가
| 평론 점수 평론사 점수 DS PC PS2 PSP 엑스박스 360 EGM N/A N/A N/A N/A 7.83/10 [ 3 ] 유로게이머 N/A N/A 8/10 [ 4 ] 8/10 [ 5 ] 8/10 [ 4 ] 게임 인포머 N/A N/A 8/10 [ 6 ] N/A 8/10 [ 6 ] 게임스팟 6.9/10 [ 7 ] N/A 8.7/10 [ 8 ] 8.2/10 [ 9 ] 8.1/10 [ 10 ] 게임스파이 N/A N/A [ 11 ] [ 12 ] [ 13 ] 게임트레일러스 N/A N/A 8.4/10 [ 14 ] N/A 8.4/10 [ 14 ] 게임존 6/10 [ 15 ] N/A 8.5/10 [ 16 ] 8.5/10 [ 17 ] 8.5/10 [ 18 ] IGN 6.1/10 [ 19 ] N/A 8.6/10 [ 20 ] 8.5/10 [ 21 ] 8.3/10 [ 22 ] 닌텐도 파워 6.5/10 [ 23 ] N/A N/A N/A N/A OXM (US) N/A N/A N/A N/A 8.5/10 [ 24 ] PC 게이머 (US) N/A 77% [ 25 ] N/A N/A N/A PSM N/A N/A 9/10 [ 26 ] 8/10 [ 26 ] N/A en:Detroit Free Press N/A N/A N/A N/A [ 27 ] 시드니 모닝 헤럴드 N/A N/A N/A N/A [ 28 ] 통합 점수 게임랭킹스 64% [ 29 ] 85.80% [ 30 ] 86.31% [ 31 ] 81.36% [ 32 ] 79.13% [ 33 ] 메타크리틱 (US) 64/100 [ 34 ] (EU) 63/100 [ 35 ] 88/100 [ 36 ] (EU) 89/100 [ 37 ] (US) 86/100 [ 38 ] (US) 82/100 [ 39 ] (EU) 81/100 [ 40 ] (US) 80/100 [ 41 ] (EU) 79/100 [ 42 ] |                         |        |                         |                         |                         |
| 평론 점수 |                         |        |                         |                         |                         |
| 평론사 | 점수                    | 점수   | 점수                    | 점수                    | 점수                    |
| 평론사 | DS                      | PC     | PS2                     | PSP                     | 엑스박스 360            |
| EGM | N/A                     | N/A    | N/A                     | N/A                     | 7.83/10                 |
| 유로게이머 | N/A                     | N/A    | 8/10                    | 8/10                    | 8/10                    |
| 게임 인포머 | N/A                     | N/A    | 8/10                    | N/A                     | 8/10                    |
| 게임스팟 | 6.9/10                  | N/A    | 8.7/10                  | 8.2/10                  | 8.1/10                  |
| 게임스파이 | N/A                     | N/A    | [ 11 ]                  | [ 12 ]                  | [ 13 ]                  |
| 게임트레일러스 | N/A                     | N/A    | 8.4/10                  | N/A                     | 8.4/10                  |
| 게임존 | 6/10                    | N/A    | 8.5/10                  | 8.5/10                  | 8.5/10                  |
| IGN | 6.1/10                  | N/A    | 8.6/10                  | 8.5/10                  | 8.3/10                  |
| 닌텐도 파워 | 6.5/10                  | N/A    | N/A                     | N/A                     | N/A                     |
| OXM (US) | N/A                     | N/A    | N/A                     | N/A                     | 8.5/10                  |
| PC 게이머 (US) | N/A                     | 77%    | N/A                     | N/A                     | N/A                     |
| PSM | N/A                     | N/A    | 9/10                    | 8/10                    | N/A                     |
| en:Detroit Free Press | N/A                     | N/A    | N/A                     | N/A                     | [ 27 ]                  |
| 시드니 모닝 헤럴드 | N/A                     | N/A    | N/A                     | N/A                     | [ 28 ]                  |
| 통합 점수 |                         |        |                         |                         |                         |
| 게임랭킹스 | 64%                     | 85.80% | 86.31%                  | 81.36%                  | 79.13%                  |
| 메타크리틱 | (US) 64/100 (EU) 63/100 | 88/100 | (EU) 89/100 (US) 86/100 | (US) 82/100 (EU) 81/100 | (US) 80/100 (EU) 79/100 |